# Citroën AC4
Citroën C4 (AC4) je automobil vyráběný francouzskou automobilkou Citroën v letech 1928 až 1932. Během tří let produkce bylo vyrobeno přibližně 121 tisíc kusů. Model se vyráběl v provedeních Berline Luxe, Conduite Interieure Luxe, Familiale Luxe, 2 a 4 sedadlový Cabriolet Decapotable, 2 a 4 sedadlový falešný kabriolet, Torpédo a Taxi. Automobil sdílel rám a platformu s modelem C6 což podstatně snížilo náklady na výrobu.

## Popis
Model AC4 byl představen v roce 1928 na Pařížském autosalonu. Model AC4 je designově podobný modelu AC6. V roce 1930 se změnily názvy modelů na C4 a C6. Na rozdíl od C6 představoval model C4 menší rodinný model. Designově se odlišoval od C6 hlavně délkou kapoty, doplňky a levnějším provedením.
Novinkou bylo použití kompaktní konstrukce motoru s výkonem vyšším o 40 %. Blok válců byl odlit z jednoho kusu s kanály pro proudění chladicí vody. Skříň převodovky byla odlita z hliníkové slitiny.
Konkurenceschopné ceny, silná karoserie a vysoký výkon motoru se podepsaly na dobré prodejnosti modelu. V prvním roce bylo prodáno více než 70 000 kusů. O rok později, s příchodem verze C6 Grand de luxe, byl model vylepšen na verzi C4 III. C4 byla opět představena na Pařížském autosalonu přesně rok po debutu, v nových variantách karoserie. Vznikly i nákladní verze fourgonette a šasi pro nástavby.
V roce 1930 se z modelu C4 III stala verze C4F. Byla rozšířena až na 1,42 m a rozvor byl zkrácen o 8 cm. Přibyla verze roadster.
V roce 1931 se verze změnila na C4G, disponovala novým výkonnějším motorem, s nímž dosahovala rychlosti až 90 km/h. V roce 1932 byl motor uložen prostřednictvím pryžových vzpěr, což přispělo k dalšímu snížení vibrací při jízdě. Výroba byla ukončena v roce 1932, ale několik kusů bylo dodáno až další rok.

## Motor splovoucím uložením
V říjnu roku 1931 dostala C4 ve verzi C4F nové plovoucí uložení motoru. Technologie měla označení Citroën Moteur Flottant. Plovoucí uložení motoru zlepšovalo komfort posádky snížením vibrací přenášených do kabiny.